# Église Sainte-Gertrude de Riga
Pour les articles homonymes, voir Gertrude et Église Sainte-Gertrude.
L'ancienne église évangélique-luthérienne Sainte-Gertrude (letton : Rīgas Vecā Svētās Ģertrūdes evaņģēliski luteriskā baznīca) est une église luthérienne construite dans le voisinage Centrs de Riga. 
Construite, à l'origine, pour la communauté germano-balte, l'église appartient aujourd'hui à l'Église luthérienne-évangélique de Lettonie et les offices sont en letton.

## Architecture
L'édifice est un exemple typique d'éclectisme dans des formes néo-gothiques, une nef à trois travées avec un court transept. 
La forme extérieure de l'église montre la dominance verticale, accentuée par de nombreuses tourelles décoratives qui ornent les pignons, les contreforts et le pied de la flèche de la tour. 
Le clocher de l'église a une forme progressivement rétrécie vers le haut, il mesure 63 m de haut et sa flèche est recouverte de cuivre. 
La brique rouge est utilisée pour les murs extérieurs et les éléments architecturaux sont coulés dans le béton. 
En 1912, le retable de l'église a été remplacé par un crucifix. 
Des deux côtés de l'autel se trouvent ses sculptures de Saint-Pierre et de Saint-Jean.
Les vitraux ont été réalisés dans la seconde moitié du XIXe siècle et en 1907 dans l'atelier d'E. Tode. 
La plus grande cloche, de 0,97 m de diamètre, a été coulée en bronze en 1867 par V.T. Donat et J.C. Schwen. Cependant, elle fut emportée en Russie en 1915 et ne fut rapportée qu'en 1923. 
L'orgue de l'église a été construit en 1906 par le facteur d'orgue Wilhelm Sauer à Francfort-sur-l'Oder et est l'un des meilleurs et des plus mélodieux de Riga.

## Histoire
L'année de construction de la première église n'est pas connue avec précision, mais elle a été mentionnée pour la première fois dans les chroniques au début du XVe siècle , alors qu'elle était située hors des murs de la ville de Riga, dans la banlieue. Nommé d'après le saint patron catholique des voyageurs, Sainte-Gertrude (626-659).
En 1522, l'année où le conseil municipal de Riga, avec le soutien des guildes, nomma A. Knopki prédicateur luthérien de Église Saint-Pierre et S. Tegetmeyer comme pasteur de la Cathédrale Saint-Jacques se sont déclenchées ce qu'on appelle les émeutes des icônes sacrées (lv) où une foule luthérienne a envahi les églises de Riga et les a vandalisées. L'église Sainte-Gertrude a été détruite.
En 1589, il fut décidé de restaurer l'église en la cédant à la congrégation luthérienne. Le catholicisme était interdit par la loi, les membres de la congrégation précédente étaient soit expulsés, soit fuyaient la ville, soit changèrent de foi. 
Les travaux de restauration furent achevés en 1591 et l'année suivante, la route menant à l'église fut pavée car elle était difficile à passer en temps de pluie. 
Pendant la guerre polono-suédoise en 1605, alors que les troupes de Charles IX assiégeaient Riga, le chef des troupes suédoises, le comte Mansfeld , incendia le bâtiment de l'église. 
En 1656, les troupes du tsar Alexis Ier ont assiégé Riga, l'église elle-même est restée intacte, mais les cloches et l'orgue ont été emportés. 
Lorsqu'il n'était pas possible d'organiser des offices dans l'église, leur emplacement était temporairement modifié.
En 1700, la guerre du Nord éclata et l'église fut de nouveau détruite. 
En 1743, le conseil municipal a attribué des fonds pour la construction d'une église pour la paroisse Sainte-Gertrude. De 1753 à 1754, le bâtiment a été entièrement reconstruit et doté d'une tour. 
En 1753, la tour du clocher fut construite et deux cloches furent commandées au fondeur de cloches de Riga, Indriķs Birmanis. 
Le sculpteur de Riga Kurlavskis a réalisé un tabernacle et un crucifix doré pour l'autel, et le facteur d'orgue sourd de Jelgava J. Joachims.
En 1755, le maître meunier Jānis Lichtverks a fait don à l'église d'une horloge de tour, fabriquée par l'horloger Vihmans.
En 1778, la congrégation décide de construire une nouvelle église au début de l'actuelle rue Brīvības iela, là où se trouvait autrefois l'église en pierre. La nouvelle église a été construite en bois. 
La première pierre fut posée le 8 avril 1779, et elle fut consacrée le 29 août 1781.
Pendant la guerre de 1812, sur ordre du commandant de guerre von Essen, tous les faubourgs de Riga furent incendiés, y compris l'église Sainte-Gertrude. En 1812, la congrégation construisit une maison de prière, au coin des rues actuelles Brīvības iela et Dzirnava iela, qui fut consacrée le 24 mai 1817. 
Augusts Lebrehts Bretšneiders (1771-1840), ancien professeur de musique au Jelgavas akadēmiskā ģimnāzija, y était organiste.
Au milieu du XIXème siècle, lorsque les remparts de Riga furent démolis, il fut décidé de construire une église en pierre au lieu de l'édifice en bois. Lorsque les faubourgs incendiés ont été restaurés, une place a été laissée à l'intersection des rues Kalėju iela (aujourd'hui Gertrude iela) et Baznīcas iela. L'architecte Johans Daniels Felsko a réalisé les plans de l'église actuelle . Le maître maçon Krieger a entrepris les travaux de construction. Les travaux de construction commencèrent en 1864 . De grandes difficultés ont été causées par la nécessité de renforcer les fondations, leur profondeur atteignait à certains endroits 6,5 mètres. Les travaux de construction se terminèrent en 1866, lorsqu'une croix fut placée sur la tour le 10 août. L'église a été consacrée le 2 mars 1869.
Historiquement la congrégation de Sainte-Gertrude était une congrégation germano-balte, en 1938, la congrégation allemande comptait 4 800 membres, mais dans les années 1920, les autorités lui ordonnèrent d'admettre deux congrégations lettones dans le bâtiment. 
Cependant, jusqu'en 1939 , la vie économique et financière de la l'église était gérée par l'administration allemande de l'église. 
Jusqu'à 200 personnes ont assisté aux offices en été et jusqu'à 460 en hiver. Environ 170 paroissiens ont suivi des cours bibliques.
La communauté germano-balte est réduite après l'exil d'une majorité d'entre eux dans les années 1920, après la guerre d'indépendance de la Lettonie. Toutefois elle continue d'éditer la Ev.-luth. Kirchenblatt et St. Gertrud-Bote jusque dans les années 1930. Les derniers germano-baltes partis pendant la Seconde Guerre mondiale, la communauté est aujourd'hui de langue lettonne.

## Galerie

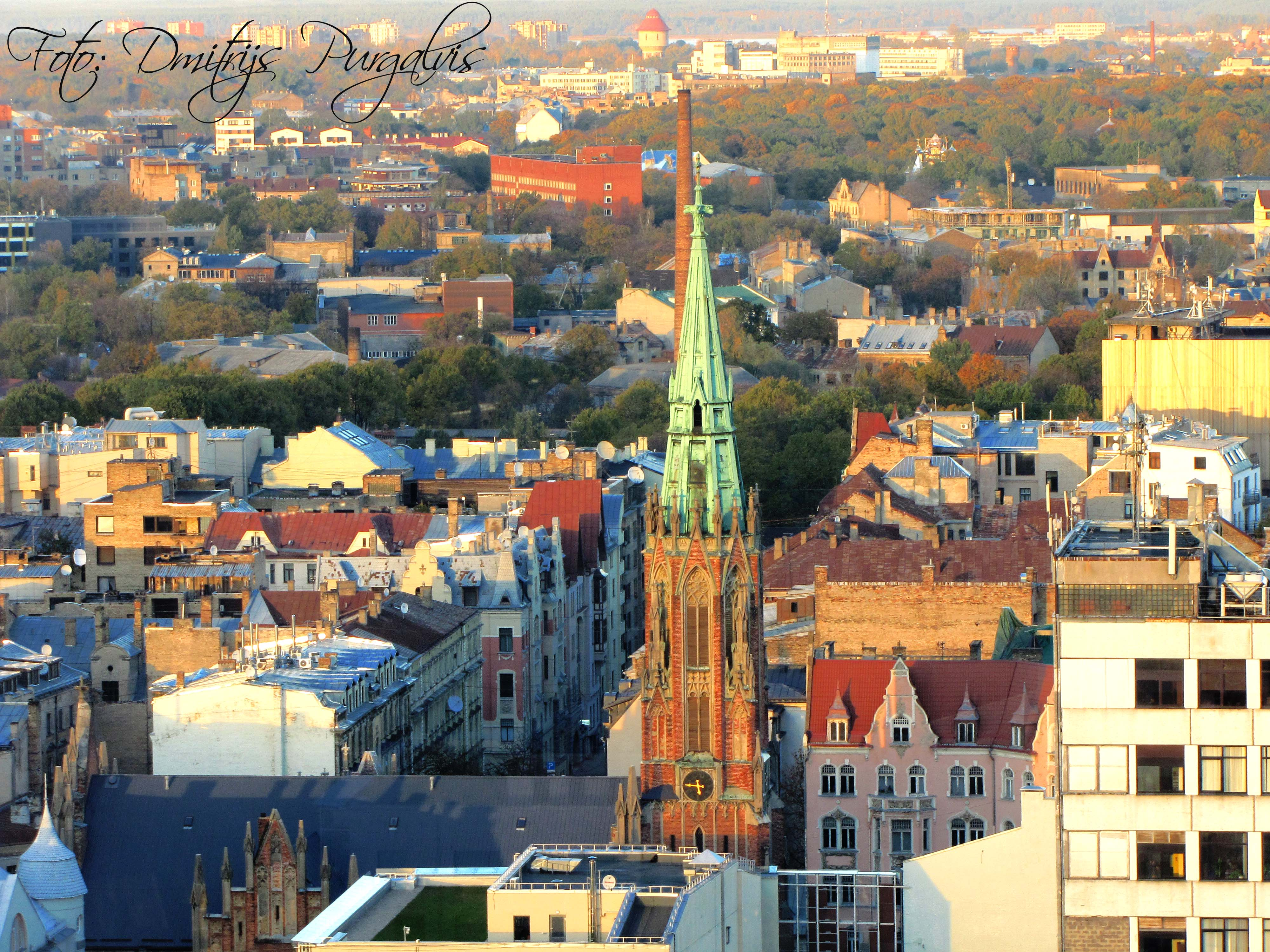
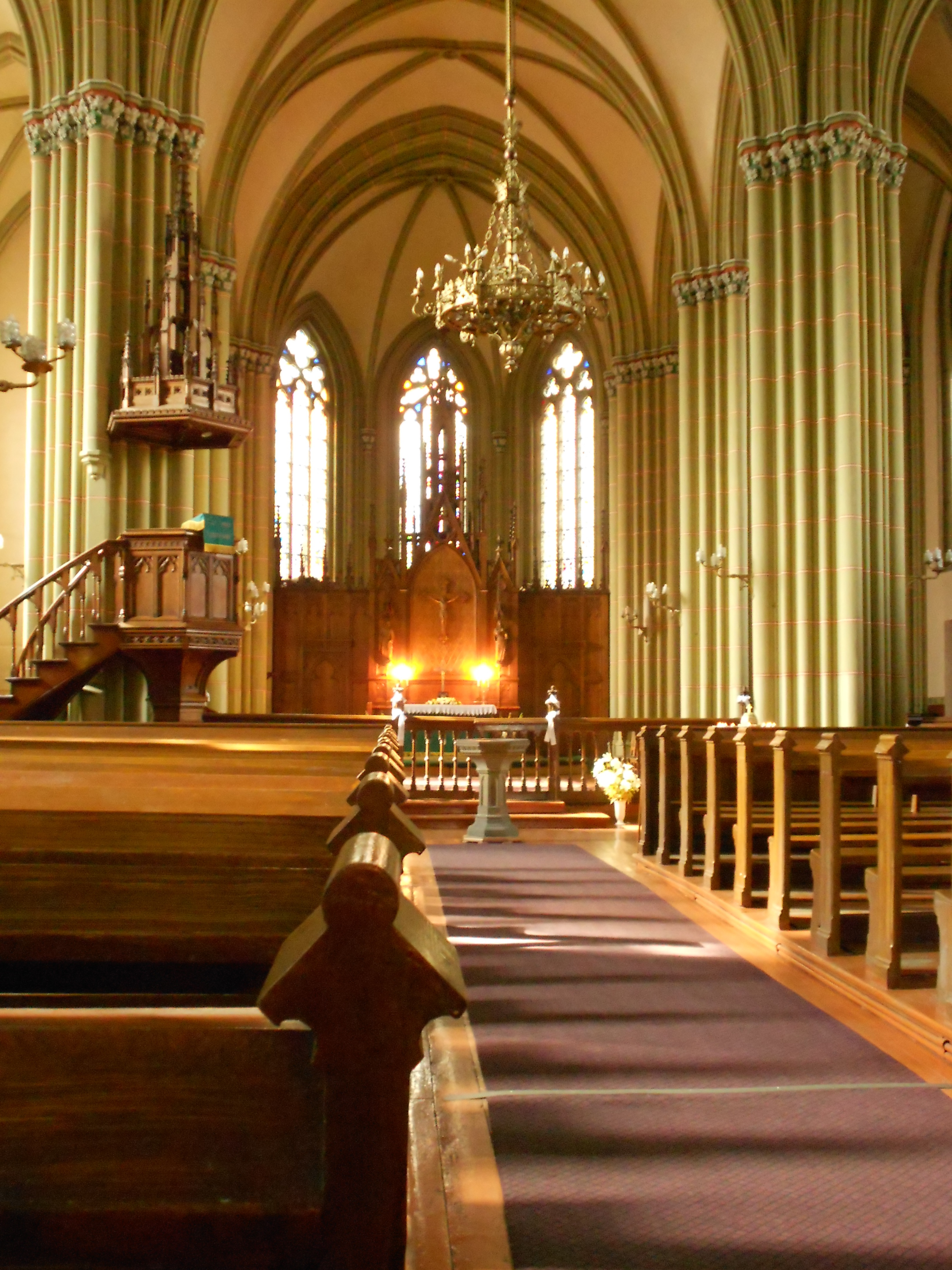
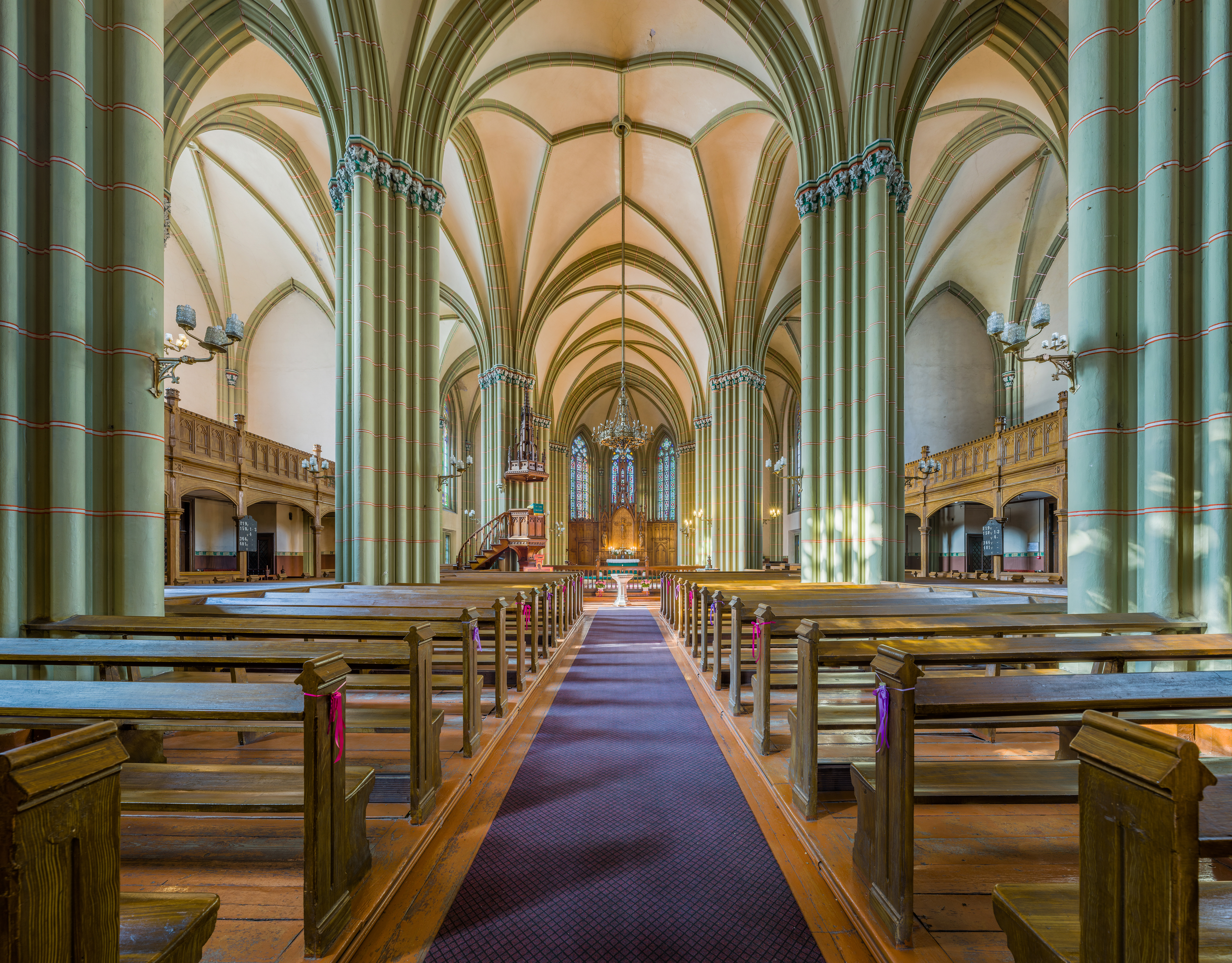
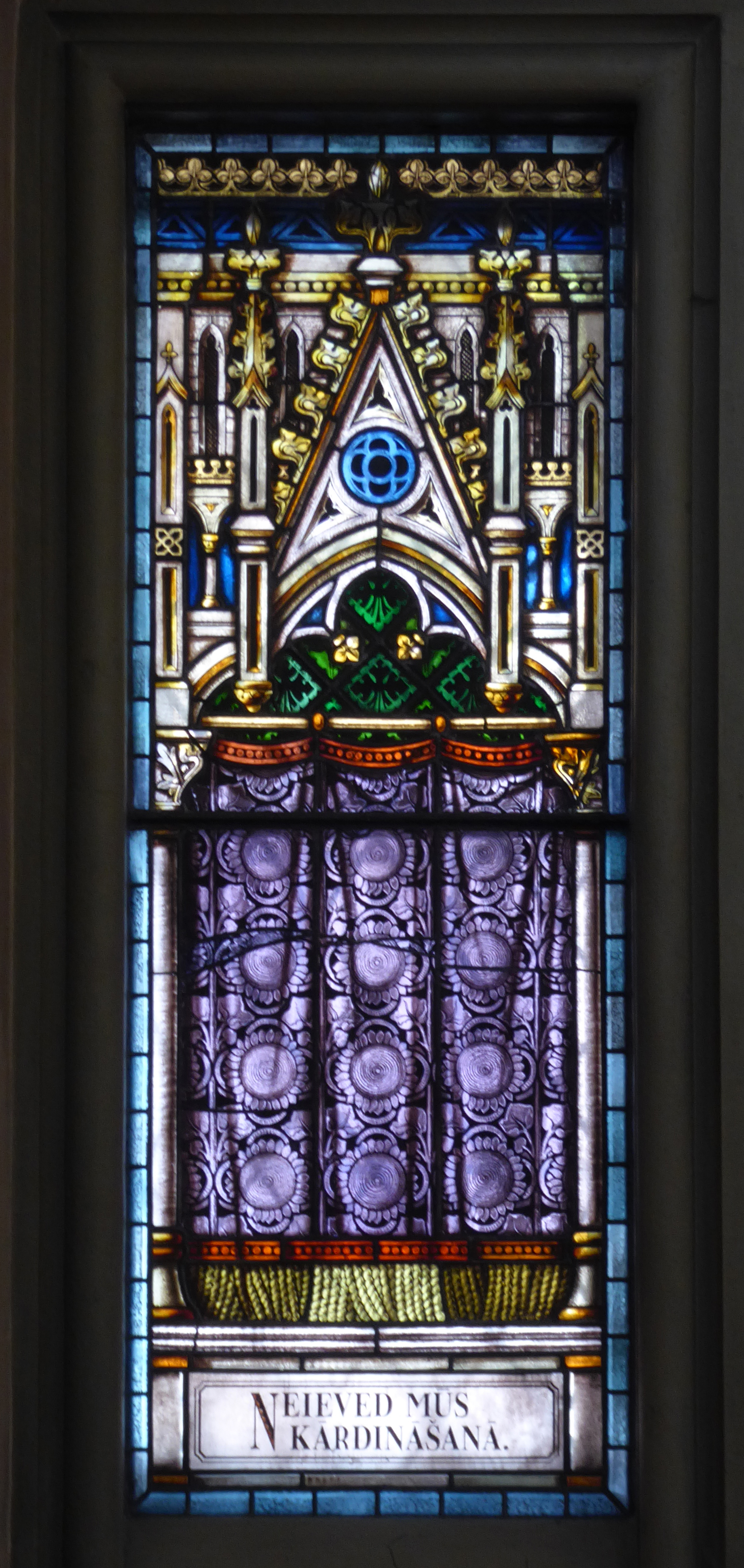
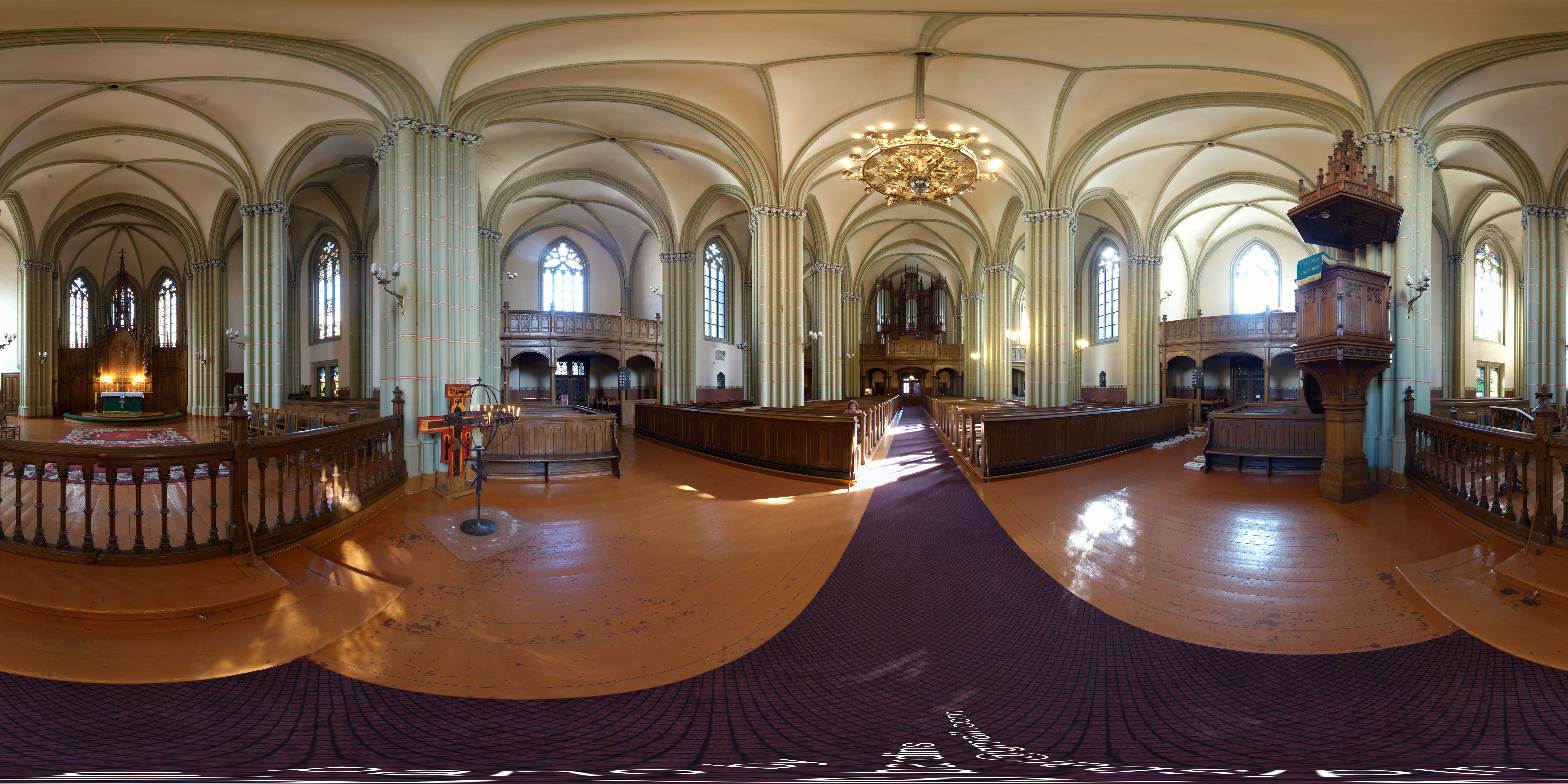